# Alejandra Quintero
 (octobre 2014).
 (juillet 2017).
Pour les articles homonymes, voir Quintero.
Alejandra Quintero Velasco, née le 26 septembre 1976, originaire de l'état du Nuevo León est une mannequin mexicaine, ancienne première dauphine du concours de beauté Nuestra Belleza México (Miss Mexique). Elle représenta son pays lors de Miss Monde[réf. nécessaire]le 18 novembre 1995 à Sun City en Afrique du Sud, finissant dans le Top 10 des demi-finalistes.